# Grgur VII.
Grgur VII. (Sovana, tada Soana, oko 1020. – Salerno, 25. svibnja 1085.), poznat i kao Hildebrand iz Soane bio je papa od 22. travnja 1073. godine, pa sve do svoje smrti. Bio je jedan od velikih obnoviteljskih papa, a osobito je poznat po  borbi za investituru čime se sukobio s carem Henrikom IV. Blaženim ga je 1584. proglasio papa Grgur XIII., a svetim 1728. papa Benedikt XIII.

## Životopis

### Rane godine
Hildebrand se rodio u Soani (današnjoj Sovani), gradiću u južnoj Toskani. Odande je poslan u Rim gdje je njegov ujak bio opat u opatiji sv. Marije na brdu Aventinu. To je iskustvo značajno pridonijelo oblikovanju Hildebrandova karaktera. Moguće je da mu je jedan od učitelja bio i papa Grgur VI.
Kad je car Henrik III. zbacio papu Grgura VI., Hildebrand je s Grgurom otišao u progonstvo u Njemačku, što je također izvršilo znatan utjecaj na njegovu izobrazbu. Nastavio je studije u Kölnu, a u Rim se vratio s papom Lavom IX., pod čijim je vodstvom prvi puta ušao u crkvenu službu i postao subđakon.
Nakon smrti Lava IX., Hildebrand je poslan kao izaslanik na njemački dvor kako bi poveo pregovore o izboru novog pape. Ondje je potakao cara da podrži Gebharda koji će postati papa Viktor II. (1055. – 1057.) i povjeriti Hildebrandu službu legata u Francuskoj, gdje se bavio slučajem Berengara iz Toursa čiji su pogledi na euharistiju izazivali sukobe. Kad je 1057. izabran papa Stjepan IX., bez prethodnog dogovora s njemačkim dvorom, Hildebrand i Anzelmo iz Lucce poslani su u Njemačku kako bi ishodili carsko priznanje. Stjepan je ubrzo umro, a rimska je aristokracija željela povratiti svoj utjecaj na pape, te je 1058. žurno izabrala za papu Ivana iz Velletrija kao Benedikta X. Takav je postupak mogao izazvati unutarcrkvenu krizu, no ona je prevladana upravo zahvaljujući Hildebrandu, čijom je podrškom 1059. na papinsko prijestolje umjesto Benedikta izabran Nikola II. koji je izvršio snažan utjecaj na politiku kurije kroz dva desetljeća svoga pontifikata. Na jugu Italije to je značilo približavanje Normanima, a na sjeveru protunjemačkom pokretu patarena. Za njegova je pontifikata donijet i zakon prema kojem papu bira kardinalski zbor, čime je smanjen utjecaj rimskoga plemstva i njemačkoga dvora. Nakon smrti Nikole II. i dolaskom pape Aleksandra II. (1061., učvrstio se Hildebrandov položaj u kuriji jer je papa često izbivao iz Rima. Hildebrand je znao dobro iskoristiti opće političke prilike, posebice u Njemačkoj, za jačanje papinstva.

### Izbor za papu
Nakon smrti Aleksandra II. (21. travnja 1073.), za njegova sprovoda u Lateranskoj bazilici, narod je uzviknuo: „Hildebranda za papu! Blaženi Patar izabrao je Hildebranda arhiđakona!“ Njegovo odbijanje bilo je uzaludno, te je kasnije toga dana doveden u crkvu sv. Petra u lancima, gdje je na kanonski način izabran za papu. Svećeničko ređenje primio je tek 22. svibnja 1073., a za biskupa je posvećen 30. lipnja. Način njegova izbora često je dovođen u pitanje, no tek mnogo godina nakon što se to dogodilo, pod utjecajem vjerskih i osobito političkih sukoba. Ipak, bitan propis o izboru pape nije poštovan, onaj koji se odnosi na traženje mišljenja cara Svetog Rimskog Carstva.
U dekretu o izboru Hildebranda za papu o njemu se kaže da je:
Središte crkveno-političkih zanimanja Grgura VII. bit će odnos prema njemačkim krajevima. Nakon smrti Henrika III. bitno je smanja moć njemačkih vladara, a njegov se sin Henrik IV. suočavao s ozbiljnim teškoćama unutar svoga carstva. Uz to, papi je u prilog išla i činjenica da je 1073. godine Henrik bio tek neiskusni dvadesettrogodišnjak.
Kroz godine koje su slijedile Henrik je zbog pobune Sasa bio prisiljen uspostaviti prijateljske odnose s papom, te je 1074. godine u prisutnosti papinskih legata izvršio pokoru u Nürnbergu, zbog održavanja prijateljstva s članovima svoga vijeća koje je Grgur VII. bio izopćio. Henrik je tom prilikom dao prisegu poslušnosti papi i obećao svoju pomoć u obnovi Crkve. Takav je stav, međutim, Henrik napustio čim je pokorio Sase u bitki kod Hohenburga, 9. lipnja 1075., te je htio povratiti svoja vladarska prava u sjevernoj Italiji.
Stoga je poslao grofa Eberharda u Lombardiju da se suprotstavi patarenima, imenovao Tedalda nadbiskupom Milana, te pokušao uspostaviti odnose se normanskim vojvodom Robertom Guiscardom. Grgur VII. odgovorio je oštrim pismom datiranim 8. prosinca 1075., u kojem je, uz ostalo, optužio Henrika da je prekršio svoju riječ, te da i dalje potpomaže izopćene vijećnike. Uz pismo, papa je caru poslao i usmenu poruku u kojoj mu je zaprijetio izopćenjem iz Crkve i oduzimanjem carske krune. Istovremeno, na Božić 1075. godine, Cencije Frangipane oteo je papu za vrijeme polnoćke u crkvi sv. Marije Velike, no već ga je sljedeći dan, na inzistiranje naroda, oslobodio. Papa je osumnjičio cara da stoji iza ove urote, a cijeli se događaj obično navodi kao početak borbe za investituru.

### Sukob s carem
Papine opomene razljutile su Henrika i njegov dvor, te je car na brzinu sazvao državni i crkveni Sabor u Wormsu koji se sastao 24. siječnja 1076. Papa je među visokim njemačkim klerom imao brojne neprijatelje, a pridružio im se i kardinal Hugo Candidus koji je prethodno podržavao Grgura, ali mu je postao neprijateljem nakon što ga je papa smijenio zbog simonije. Prisutni biskupi prihvatili su Hugove optužbe protiv pape i otkazali poslušnost, a Henrik je proglasio da je papa zbačen, te je od rimljana tražio da izaberu novog papu.
Sabor je poslao dvojicu biskupa u Italiju gdje su ishodili sličan dokument od lombardijskih biskupa na sinodi u Piacenzi. Kao izaslanik u Rim je poslan Roland iz Parme koji je pred sinodom okupljenom u Lateranskoj bazilici proglasio da je papa smijenjen, što je nakon prvotnog čuđenja izazvalo snažno odbijanje okupljenih, te je sam papa spasio izaslanika od linča.
Sljedećeg dana papa je svečano izopćio Henrika IV., oduzeo mu kraljevsko dostojanstvo i oslobodio njegove podanike prisega koje su mu dali. Koliki će biti utjecaj ove odluke ovisilo je o Henrikovim podanicima, posebice o njemačkim kneževima i ostalim velikašima. Tadašnji izvori govore o snažnom dojmu što ga je, kako u Italiji, tako i u Njemačkoj, ostavilo izopćenje cara. U Njemačkoj je Grgur VII. zadobivao sve više naklonosti, a velikaši su iskoristili prigodu da se otmu kraljevskoj vlasti pod krinkom poslušnosti papi. Kad je Henrik sazvao plemiće na blagdan Duhova da donesu mjere protiv Grgura VII., pojavilo ih se tek nekoliko, a Sasi su se ponovno pobunili.

### Canossa
Henrikov se položaj na taj način znatno pogoršao. Pod vodstvom papinskoga legata biskupa Altmanna iz Passaua, velikaši su se u listopadu sastali u mjestu Trebur kako bi izabrali novoga njemačkoga kralja. Henrika, koji se nalazio u Oppenheimu, spasila je samo činjenica da se nisu mogli složiti oko nasljednika, no to je samo odložilo odluku. Odlučili su ipak da Henrik mora izvršiti zadovoljštinu u odnosu na papu i obećati mu poslušnost. Ako bi na godišnjicu svoga izopćenja Henrik i dalje bio izvan zajedništva s Crkvom, velikaši bi prijestolje smatrali ispražnjenim. Istovremeno su Grgura VII. pozvali u Augsburg da razriješi sukob. Henrik je shvatio da pod svaku cijenu mora dobiti Grgurovo odrješenje. Pokušao je to ishoditi najprije putem izaslanika, no kad je papa to odbio, morao je osobno poći u Italiju.
Henrik i Grgur sastali su se u Canossi, u Emiliji, a pomirenje se ostvarilo tek nakon dugih pregovora. Grgur nije mogao odbiti odrješenje, premda je na taj način gubio mogućnost presuđivanja između Henrika i velikaša u Augsburgu. Ipak, pomirenje nije bilo iskreno, a sukob, posebice u odnosu na investituru, nastavio se i dalje. Henrik je držao da je s odrješenjem od izopćenja uklonjena i prijetnja o zbacivanju s prijestolja, no papa se u Canossi o tome nije očitovao.

### Drugo Henrikovo izopćenje
Bez obzira na uklanjanje izopćenja, njemački velikaši nastavili su svoju protukraljevsku politiku, te su 1077. kao protukralja izabrali vojvodu Rudolfa Švapskog. Prilikom izbora papinski su legati bili neutralni, a Grgur je nastoja zadržati takav stav kroz sljedeće godine. To mu je bilo olakšano i činjenicom da su obje strane bile podjednako jake. Njegova neutralnost dovela je ipak do toga da je izgubio povjerenje na obje strane. Na posljetku je stao na stranu Rudolfa Švapskog, nakon što je ovaj 27. siječnja 1080. pobijedio Henrika u bitki kod Flarchheima. Pod pritiskom Sasa, i krivo izviješten o prevelikoj važnosti bitke, Grgur je 7. ožujka 1080. ponovno izopćio Henrika i proglasio da je zbačen s prijestolja.
Za razliku od prethodnoga izopćenja, ovo je u širokim slojevima shvaćeno kao nepravedno. Usto, Rudolf Švapski umro je 16. listopada iste godine, a njegov mogući nasljednik, Hermann Luksemburški, nije se uspio nametnuti kao vođa, te je krajem 1081. Henrik bio na vrhuncu svoje snage. Proglasivši papinu odluku nezakonitom, nije priznavao izopćenje, a sabor sazvan u Brixenu 16. lipnja 1081. smijenio je Grgura, a za papu izabrao Guiberta iz Ravenne. Iste godine Henrik je ušao u otvoreni sukob s papom na području Italije. Grgura je u međuvremenu napustilo trinaest kardinala. Rim se 1084. predao Henriku, a Grgur se povukao u Anđeosku tvrđavu, ne prihvaćajući Henrikove ponude, među kojima je bila i ona da mu Guiberta preda kao zarobljenika u zamjenu za papinsko priznanje njegova carskoga dostojanstva. Grgur ponovno izopćuje Henrika, na što ovaj ponovno 21. ožujka ulazi u Rim, a 24. ožujka 1084. daje da se Guibert proglasi papom pod imenom Klement III., te ga onda ovaj kruni za cara. Ubrzo je Henrik morao pobjeći iz grada, jer se približavao normandijski vojvoda i Grgurov saveznik, Robert Guiscard. Grgur je bio oslobođen, ali su normanski vojnici opljačkali Rim, pa je narod prisilio papu na povlačenje u Monte Cassino, a potom i u Salerno gdje je sljedeće godine i umro. Tri dana pred smrt povukao je sva izopćenja što ih je proglasio, osim onih koja su se odnosila na Henrika IV. i Guiberta.

### Grgurova smrt
Prema predaji, posljednje Grgurove riječi bile su: „Amavi iustitiam et odiavi iniquitatem; propterea, morior in exilio“ - „Ljubio sam pravdu, a mrzio nepravdu; stoga umirem u progonstvu.“ Građani Rima i njegovi najvjerniji suradnici napustili su ga, a smanjio se i broj njegovih istomišljenika u Njemačkoj. Stanovnici Salerna nisu dozvolili da se njegovi ostaci prenesu u baziliku sv. Petra u Rimu, te se njegov sarkofag nalazi u katedrali u Salernu.

## Grgurova politika prema ostatku Europe
Odnos Grgura VII. prema drugim europskim zemljama bitno je bio označen njegovim odnosom prema njemačkim krajevima, jer ga je sukob s njemačkim vladarom oslabio u odnosu na ostale. To se odnosi osobito na Normane kojima je još Nikola II. dao znatne povlastice, a to nije donijelo očekivanu zaštitu papinstva. Tako je Robert Guiscard intervenirao u korist Grgura VII. tek kad je i sam bio ugrožen njemačkim osvajanjima. Prilikom osvajanja Rima prepustio je grad na nemilost svojih vojnika, što je dovelo do Grgurova progonstva.
U odnosu na više zemalja Grgur je nastojao uspostaviti papinski suverenitet. Temeljem „običaja od pamtivijeka“ držalo se tako da Korzika i Sardinija pripadaju rimskoj Crkvi. Na Španjolsku i Ugarsku također je polagao pravo, a pokušao je navesti i danskoga kralja da vlast preuzme kao papin vazal. Filip I. Francuski, zbog provođenja simonije i donošenja protucrkvenih propisa izazvao je Grgurovu reakciju, tako da se 1074. našao u opasnosti da bude izopćen, zbačen s prijestolja i udaren interdiktom. Grgur, zbog sukoba u Njemačkoj, ipak nije proveo svoje prijetnje u djelo, premda kralj nije promijenio svoj način djelovanja. Takvo stanje stvari u Engleskoj je iskoristio Vilim Osvajač te je intervenirao u crkvena pitanja, zabranio biskupima posjet Rimu, imenovao biskupe i opate, i pokazivao slabo zanimanje za papine proteste s obzirom na odnos duhovne i svjetovne vlasti. Ne mogavši ništa promijeniti, papa je odlučio ignorirati kraljeve postupke.
Grgur je ipak uspio uspostaviti odnose sa svim kršćanskim zemljama, te se dopisivao s vladarima Poljske, Rusije i Češke. Održavao je prijateljsko dopisivanje i sa saracenskim kraljem u Mauretaniji u sjevernoj Africi, a neuspješno je pokušavao dovesti Armeniju u bližu vezu s Rimom.
Grgur VII. nastojao je oko ponovnog uspostavljanja jedinstva Crkve, koje je prekinuto šizmom iz 1054. godine, te je uspio stupiti u kontak s bizantskim carem Mihajlom VII., te je zamislio skupljanje velike vojske koja bi pomogla Bizantu u borbi protiv Arapa, te omogućila povratak kršćanske vlasti na Bazilikom Svetoga groba u Jeruzalemu.

### Grgur VII. i Hrvatska
U doba pape Grgura VII. Hrvatskom je vladao najprije Petar Krešimir IV. (1058. – 1074., a potom Dmitar Zvonimir (1075. – 1089.). U vrijeme slabljenja Bizanta, Zvonimir je pristao uz papu Grgura VII., prihvaćajući i njegovo shvaćanje uloge svjetovne vlasti u odnosu na crkvenu. Tako je u rujnu 1075. papa poslao legate Gebizona i Fulkona Zvonimiru koji priseže da će biti vjeran podanik papi. Gebizon ga 8. listopada 1076. u Solinu kruni kraljevskom krunom i predaje mu ostale znakove kraljevske vlasti. Zvonimir se pritom obvezao da će pomagati vjersku obnovu i braniti Crkvu u svome kraljevstvu, da će papi davati godišnji dar u novcu, da će providjeti da se Crkvi daju prvine i desetine, te da će uzeti u zaštitu siromahe, udovice i siročad. Usto, ustupio je papi samostan sv. Grgura u Vrani, koji je imao služiti kao hospicij za papine legate. Tako je Zvonimir osigurao i državnopravno priznanje Kraljevstva Dalmacije i Hrvatske (Regnum Dalmatiae et Chroatiae).

## Crkvena obnova
Životno djelo Grgura VII. bilo je utemeljeno na uvjerenju da je Crkvu utemeljio Bog i da joj je povjerio zadatak da obuhvati čitavo čovječanstvo u jednu zajednicu u kojoj bi božanska volja bila jedini zakon. U tom smislu Crkva bi bila nadređena svim ljudskim strukturama, a posebice svjetovnim državnim vlastima, a papa kao poglavar Crkve namjesnik je Božji na zemlji, tako da neposlušnost njemu podrazumijeva i neposlušnost Bogu ili otpad od kršćanstva. Takvo tumačenje dovelo bi, međutim, do negiranja postojanja država. Stoga je Grgur u praksi ipak zauzeo drugačiji stav te je prihvatio postojanje država kao odredbu providnosti, a suživot države i Crkve označio kao odraz božanske rasporedbe, pri čemu je Crkva uvijek bila nadređena državi. Grgurova nakana bila je da rimska biskupska stolica postane mjesto rješavanja svih sukoba, te da se svi u konačnoj instanci prizivaju na nju.
Centralizacija crkvene vlasti u Rimu dovela je pak do umanjenja ovlasti pojedinih biskupa. Oni su pak često odbijali takve pokušaje, pa je Grgurov pontifikat bio obilježen sukobima s višim svećenstvom.
Borba za jačanje papinske vlasti povezana je i s obveznim celibatom za svećenstvo i s papinim napadom na simoniju. Sam Grgur VII. nije uveo celibat u Crkvu, ali je više nego njegovi prethodnici nastojao na njegovu provođenju. 1074. godine objavio je encikliku kojom je oslobodio vjernike poslušnosti biskupima koji bi dozvoljavali ređenje oženjenih svećenika. Sljedeće godine lišio je oženjene svećenike njihovih prihoda. Kako nastojanje oko provođenja celibata, tako i borba protiv simonije, izazvali su oštro protivljenje u dijelu svećenstva.